# Final Fantasy
A Final Fantasy japán antológia science fantasy médiafranchise, melyet Szakagucsi Hironobu hozott létre és fejlesztője és tulajdonosa a Square Enix (korábban Square). A franchise középpontjában egy fantasy és science fantasy szerep-videójátékokból álló sorozat áll. A sorozat első játéka 1987-ben jelent meg, azt tizenöt sorszámozott főepizód követte. A franchise más videójáték-műfajokba, így például a taktikai és akció-szerepjátékokba, az MMORPG-kbe, a third-person shooterekbe, verseny, a verekedős és a ritmusjátékokba is belemerítkezett, valamint számos egyéb média, így a CGI-filmek, az anime, manga és regény műfaja felé is terjeszkedett. A Final Fantasy minden idők egyik legjövedelmezőbb videójáték-sorozata, 2019-ig 10,9 milliárd dolláros bevételt hozott.
A Final Fantasy-epizódok rendszerint különálló történetek, mindegyiknek eltérő helyszíne, cselekménye és főszereplői vannak, azonban a sorozatot számos visszatérő elem is egybefogja, közöttük játékmechanikák és visszatérő szereplőnevek. Mindegyik cselekményének középpontjában egy csapat hős áll, akik egy az egész világra fenyegetést jelentő gonosz ellen harcolnak, azonban a szereplők belső küzdelmeit és kapcsolatait is bejárják. A szereplők nevei gyakran a történelemből, nyelvekből, a popkulturából és a különböző mitológiákból ered. Az egyes játékok mechanikája hasonló harcrendszereket és helyszíneket tartalmaznak.
A Final Fantasy videójáték-sorozat kritikailag és kereskedelmileg is sikeres, abból több mint 154,5 millió példányt adtak el, ezzel minden idők egyik legtöbb példányszámban eladott videójáték-sorozata. A sorozat közismert az újításairól, a grafikájáról és a zenéjéről, így a full-motion videókról (FMV), fotórealisztikus szereplőmodellekről és Uemacu Nobuo zenéjéről. A sorozat számos, a szerepjátékokban ma már elterjedt funkciót tett népszerűvé, illetve Japánon kívül magát a műfajt is népszerűvé tette.

## Média

### Játékok
A sorozat első epizódja 1987. december 18-án jelent meg Japánban. A rákövetkező játékok sorszámozottak és az azt megelőző játékokhoz nem kapcsolódó történettel rendelkeznek, így a számok kötetekre és nem folytatásokra utalnak. Több Final Fantasy-játékot az észak-amerikai, az európai és az ausztrál piacokra is lokalizálták számos videójáték-konzolra, személyi számítógépre és mobiltelefonra. 2016 novemberéig a fősorozat Final Fantasytől a Final Fantasy XV-ig terjed, illetve számos közvetlen folytatás és spin-off is megjelent. A sorozat legtöbb korai tagját újrakészítették vagy újra megjelentették modernebb platformokra.

#### Fősorozat
| 1987 | Final Fantasy      |
| 1988 | Final Fantasy II   |
| 1989 |                    |
| 1990 | Final Fantasy III  |
| 1991 | Final Fantasy IV   |
| 1992 | Final Fantasy V    |
| 1993 |                    |
| 1994 | Final Fantasy VI   |
| 1995 |                    |
| 1996 |                    |
| 1997 | Final Fantasy VII  |
| 1998 |                    |
| 1999 | Final Fantasy VIII |
| 2000 | Final Fantasy IX   |
| 2001 | Final Fantasy X    |
| 2002 | Final Fantasy XI   |
| 2003 |                    |
| 2004 |                    |
| 2005 |                    |
| 2006 | Final Fantasy XII  |
| 2007 |                    |
| 2008 |                    |
| 2009 | Final Fantasy XIII |
| 2010 | Final Fantasy XIV  |
| 2011 |                    |
| 2012 |                    |
| 2013 |                    |
| 2014 |                    |
| 2015 |                    |
| 2016 | Final Fantasy XV   |
| 2017 |                    |
| 2018 |                    |
| 2019 |                    |
| 2020 |                    |
| 2021 |                    |
| 2022 |                    |
| 2023 |                    |
| 2024 |                    |
| TBA  | Final Fantasy XVI  |

Az első három Final Fantasy-epizód a Nintendo Entertainment Systemre (NES) jelent meg. A Final Fantasy 1987-ben jelent meg Japánban, míg Észak-Amerikában 1990-ben. Számos fogalmat bevezetett a konzolos szerepjátékok műfajába, és azóta számos másik platformra is újrakészítették. A Final Fantasy II 1988-ban jelent meg Japánban, és a Final Fantasyvel egybecsmagolva több újrakiadásban is megjelent. Az utolsó NES-epizód, a Final Fantasy III 1990-ben jelent meg Japánban, azonban máshol csak 2006-ban egy Nintendo DS-újragondolás képében vált elérhetővé.
A Super Nintendo Entertainment Systemre (SNES) szintén három játék jelent meg a fősorozatból, mindegyiket számos platformra újra megjelentették. A Final Fantasy IV 1991-ben jelent meg, Észak-Amerikában Final Fantasy II címmel. Ez az epizód vezette be az „Active Time Battle” harcrendszert. A Japánban 1992-ben megjelent Final Fantasy V volt a sorozat első játéka, amely folytatást kapott; a Final Fantasy: Legend of the Crystals című rövid animesorozat képében. A Final Fantasy VI 1994-ben jelent meg Japánban, Észak-Amerikában a Final Fantasy III címet kapta.
A PlayStation konzolra szintén három fő Final Fantasy-játék jelent meg. A Final Fantasy VII (1997) az első hat játékban alkalmazott kétdimenziós grafikát háromdimenziós számítógépes grafikára váltotta; a játékban a poligonalapú szereplők előrendererelt háttereken jelennek meg. Ezek mellett modernebb helyszínt is kapott, ezt a stílust a következő játék is átvette. Ez volt a sorozat második tagja a Final Fantasy Mystic Quest után, amely Európában is megjelent. A Final Fantasy VIII 1999-ben jelent meg, ez volt a sorozat első tagja, amely következetesen realisztikus méretarányokkal rendelkező szereplőket alkalmaz és témazenéje éneksávval van ellátva. A 2000-ben megjelent Final Fantasy IX visszatért a sorozat gyökereihez egy hagyományosabb Final Fantasy-helyszínnel, szemben a VII és a VIII modernebb világaival.
A PlayStation 2-re (PS2) három főjáték, illetve egy internetes játék is megjelent. A Final Fantasy X (2001) bevezette a sorozatba a teljesen háromdimenziós helyszíneket és a szinkront, illetve ez volt az első epizód, amely egy alfolytatást is kapott (Final Fantasy X-2, 2003). A 2001-ben PlayStation 2 és Windows, majd később Xbox 360 platformokra megjelent Final Fantasy XI volt az első MMORPG a sorozatban. A sorozat korábbi tagjaival ellentétben a csaták valós időben zajlanak a véletlenszerű összecsapásokkal ellentétben. A 2006-ban megjelent Final Fantasy XII-ben szintén valós időben zajlanak a csaták, nagy, összekapcsolt játéktereken.  Ez volt a fősorozat első olyan tagja, amely egy korábbi játék helyszínén, a korábban a Final Fantasy Tactics és a Vagrant Story játékokban is szereplő Ivalice földjén játszódik.
2009-ben megjelent a Final Fantasy XIII Japánban, majd a következő évben Észak-Amerikában és Európában, PlayStation 3-ra Xbox 360-ra. A játék a Fabula Nova Crystallis Final Fantasy sorozat zászlóshajó címe, és a fősorozat első olyan játéka, amely kettő alfolytatást (XIII-2 és Lightning Returns) is kapott. Ezek mellett szintén ez volt a sorozat első tagja, amely kínai feliratot is kapott, nagyfelbontású grafikával rendelkezik, illetve egyszerre kettő konzolra is megjelent. A Final Fantasy XIV egy MMORPG, amely 2010-ben jelent meg világszerte Microsoft Windowsra, azonban éles kritikai fogadtatásban részesült, ami miatt a Square Enix Final Fantasy XIV: A Realm Reborn címmel 2013-ban újra megjelentette a játékot, ez alkalommal PlayStation 3-ra is. A Final Fantasy XV akció-szerepjáték, amely 2016-ban jelent meg PlayStation 4 és Xbox One platformokra. A játék eredetileg a XIII spin-offja volt Versus XIII címen, így az a Fabula Nova Crystallis sorozat mítoszát használja, azonban számos más tekintetben önálló attól és a fejlesztők azóta elhatárolták azt a sorozattól. A fősorozat következő tagját, a Final Fantasy XVI-ot 2020 szeptemberében jelentették be PlayStation 5-re.

#### Remake-ek, folytatások és spin-offok
A Final Fantasy számos spin-offot és metasorozatot szült. Ezek közül számos valójában nem Final Fantasy-játék, csak az észak-amerikai kiadáshoz átkeresztelték arra. Példának okáért a SaGa sorozat első három tagja Észak-Amerikában a The Final Fantasy Legend, illetve a Final Fantasy Legend II és a Final Fantasy Legend III címet kapta. A Final Fantasy Mystic Questet az amerikai közönség igényeit előtérbe helyezve fejlesztették, míg a Final Fantasy Tactics taktikai szerepjáték, amely számos  that features many references and themes found in the series. A Chocobo, és Crystal Chronicles spin-off sorozatok, melyek számos Final Fantasy-elemmel rendelkeznek. 2003-ban megjelent a Final Fantasy sorozat első alfolytatása, a Final Fantasy X-2. A Final Fantasy XIII az eredeti elképzelések szerint önálló lett volna, azonban a fejlesztőcsapat mélyebbre hatóan be szerette volna járni a világot, a szereplőket és a mítoszt, ami 2011-ben és 2013-ban folytatásokhoz vezetett, megalkotva ezzel a sorozat első hivatalos trilógiáját. 2009-ben Dissidia Final Fantasy címmel egy verekedős játék is megjelent, amelyben a fősorozat első tíz tagjának hősei és gonosztevői kaptak helyet. Ezt 2011-ben egy előzmény követte. Egyes spin-offok saját alsorozatot alkottak: Compilation of Final Fantasy VII, Ivalice Alliance és Fabula Nova Crystallis Final Fantasy. A Final Fantasy III és a Final Fantasy IV 2006-ban, illetve 2007-ben feljavított háromdimenziós átdolgozást kapott. A Final Fantasy VII Remake 2020-ban jelent meg PlayStation 4-re.

### Egyéb média

#### Filmek és televíziós sorozatok
| 1994 | Final Fantasy: Legend of the Crystals      |
| 1995 |                                            |
| 1996 |                                            |
| 1997 |                                            |
| 1998 |                                            |
| 1999 |                                            |
| 2000 |                                            |
| 2001 | Final Fantasy – A harc szelleme            |
| 2001 | Final Fantasy: Unlimited                   |
| 2002 |                                            |
| 2003 |                                            |
| 2004 |                                            |
| 2005 | Final Fantasy VII: Advent Children         |
| 2005 | Last Order: Final Fantasy VII              |
| 2006 |                                            |
| 2007 |                                            |
| 2008 |                                            |
| 2009 |                                            |
| 2010 |                                            |
| 2011 |                                            |
| 2012 |                                            |
| 2013 |                                            |
| 2014 |                                            |
| 2015 |                                            |
| 2016 | Ősök gyűrűje: Final Fantasy XV             |
| 2016 | Brotherhood: Final Fantasy XV              |
| 2017 | Final Fantasy XIV: Dad of Light            |
| 2018 |                                            |
| 2019 | Final Fantasy XV: Episode Ardyn – Prologue |

A Square Enix számos egyéb média felé is bővítette a Final Fantasy sorozatot. Több anime és CGI film is megjelent egyes Final Fantasy-játékokat vagy magát a sorozatot alapul véve. Az első ilyen a Final Fantasy: Legend of the Crystals című original video animation a Final Fantasy V folytatása. A sorozat cselekménye ugyanabban a világban játszódik mint a játék, azonban 200 évvel később. A sorozat négy harmincperces  epizódban jelent meg, Japánban először 1994-ben sugározták, míg Észak-Amerikában 1998-ban jelentette meg az Urban Vision. 2001-ben a Square Pictures Final Fantasy – A harc szelleme címmel megjelentette az első teljes hosszúságú filmjét. A film a jövőbeli Földön játszódik, amit megszálltak földönkívüli létformák. Az A harc szelleme volt az első animált játékfilm, melyben komolyan megpróbálkoztak fotórealisztikus CGI emberek ábrázolására, azonban a film pénzügyi bukás lett és megosztott kritikai fogadtatásban részesült.
2001-ben Final Fantasy: Unlimited címmel egy 25 epizódos televíziós animesorozat is megjelent, amely a Final Fantasy sorozat visszatérő elemeiből merítkezett. Japánban a TV Tokyo televízióadó sugározta, míg Észak-Amerikában az ADV Films forgalmazta.

## Fordítás
- Ez a szócikk részben vagy egészben  a   Final Fantasy című angol Wikipédia-szócikk ezen változatának fordításán alapul.  Az eredeti cikk szerkesztőit annak laptörténete sorolja fel. Ez a jelzés csupán a megfogalmazás eredetét és a szerzői jogokat jelzi, nem szolgál a cikkben szereplő információk forrásmegjelöléseként.